# 대한민국 상법 제382조의3
대한민국 상법 제382조의3은 이사의 충실의무에 대한 상법 회사법의 조문이다. IMF외환위기로 인한 회사지배구조개선의 일환으로 이사의 책임강화가 요구되어 1998년 12월 28일 정부 주도로 본 조항이 제정되었다. 이 규정의 도입으로 이사의 충실의무는 선관주의의무와는 전혀 다른 영미법상의 의무를 도입한 것이라는 견해(이질설) 충실의무는 선관주의의무를 구체화 또는 강조한 것에 불과하다는 견해(동질설)의 견해 대립이 있었다.
본 조에 따라 충실의무가 인정될 수 있는 사례로서는 미국 판례법상 인정되는 회사의 기회이용금지, 비밀이득금지, 회사지배권의 매각금지 등이 있다.

## 조문
상법 제382조의3 (이사의 충실의무) 이사는 법령과 정관의 규정에 따라 회사를 위하여 그 직무를 충실하게 수행하여야 한다. 

## 비교 조문
일본회사법 제355조 이사는 주주총회의 법령, 정관 및 결의를 준수하고 주식회사에 대해 성실하게 그 직무를 수행해야 한다.

## 입법취지
영미법에 있는 이사의 신인의무와 충성의무를 모두 도입하는 것이 본래의 의도로 ‘소수주주 권리 강화’를 통해 ‘기업 경영자의 책임을 강화하고 기업 경영의 투명성을 보장함으로써 건전한 기업 발전을 촉진하며 극대화하여 우리 기업의 국제 경쟁력을 제고하려는 것’이 정부 발의안의 제안이유이다.

## 판례
대법원 판례는 이사는 주식회사의 사무를 처리하는 자이지, 주주의 사무를 처리하는 자가 아니며, 회사에 대한 충실의무를 부담할 뿐 주주에 대한 충실의무는 성립하지 않는다고 본다

## 논란
한국의 소액주주들은 이를 회사에 국한할 게 아니라 ‘회사 및 주주를 위해’로 개정해야 한다고 주장하며 반면 기업 경영 의사 결정이 힘들어져 기업 가치가 훼손될 수 있고 주주들의 민사소송 및 배임 고소 남발이 우려된다며 반대하는 입장이다
2024년 이복현 금융감독원장은 본 조항 개정을 통해 이사의 충실 의무에 ‘주주’를 명시해 기업 지배구조를 선진화를 주장하였다

## 개정안 발의
"이사는 그 직무를 수행함에 있어 총주주의 이익을 보호하여야 하고, 전체 주주의 이익을 공평하게 대우하여야 한다"라는 2항이 추가된 2025년 상법 일부개정법률안이 국회 본회의를 통과하였다. ‘주주’를 명문화해 경영진과 지배주주가 일반주주의 이익을 훼손하지 못하도록 법적 책임의 범위를 명확하게 하는 것을 목표로 하고 있다

## 해외사례
美 델라웨어주 회사법 제102조
(b) <중략>
7. 회사 또는 그 주주에 대하여 이사로서 부담하는 신인의무를 위반으로 인한 금전적인 손해에 대하여 이사의 개인적인 책임을 면제 또는 제한하는 규정. 다만, 이 규정은 다음의 경우에는 이사의 책임을 면제하거나 제한하지 못한다. :
(i) 회사나 그 주주에 대한 이사의 충실의무 위반이 있는 경우;

미국 델라웨어주 회사법은 주주에 대한 충실 의무를 명시적으로 규정하고 있다

## 참고문헌
- 유영일, (2010). 이사의 충실의무(상법 제382조의 3)의 재검토 - 2009년 신탁법 개정안과 관련하여 -. 상사판례연구, 23(1), 515-543.
- 권재열, 상법 제382조의3의 존재의의, 상사판례연구 제22집 제1권, 2009. 3.
- 채이배. (2013). 상법 제382조의 3 (이사의 충실의무) 개정 필요성. 기업지배구조연구, 46, 93-101.

## 같이 보기
- 경영판단의 원칙
- 배임죄